# 多脉冬青
多脉冬青（学名：Ilex polyneura）是冬青科冬青属的植物，是中国的特有植物。分布于中国大陆的云南、贵州、四川等地，生长于海拔1,000米至2,600米的地区，多生于山咨林中和灌丛中，目前已由人工引种栽培。

## 别名
青皮树（云南昆明）

## 异名
- Ilex polyneura (Hand.-Mazz.) S. Y. Hu var. glabra S. Y. Hu